# Paul Maximilian Tedesco
Paul Maximilian Tedesco (geboren 5. Mai 1898 in Wien, Österreich-Ungarn; gestorben 17. Dezember 1980 in New Haven (Connecticut)) war ein austroamerikanischer Sprachwissenschaftler.

## Leben
Paul Maximilian Tedesco war ein Sohn des Bauingenieurs Oskar Tedesco und der Thekla Tiktin. Seine Eltern und sein Bruder, der Ökonom und Journalist Erwin Georg Tedesco, wurden im Ghetto Theresienstadt Opfer des Holocaust. Tedesco studierte von 1916 bis 1921 Philologie an der Universität Wien. Er wurde 1920 mit der Dissertation Das iranische Partizipialpräteritum promoviert und legte 1921 das Erste Staatsexamen in Latein und Griechisch ab. Er veröffentlichte 1921 die Untersuchung Dialektologie der westiranischen Turfantexte, die er mit Unterstützung des Indologen Bernhard Geiger als Habilitationsschrift für eine Venia legendi in iranischer Philologie einreichte. Die Philosophische Fakultät der Wiener Universität bestand in seinem Fall auf einer zusätzlichen literargeschichtlichen oder kulturgeschichtlichen Qualifizierung und lehnte 1924 eine Habilitierung ab und dies nochmals 1926.
Tedesco war ab 1924 Fachlehrer für Latein und Griechisch an verschiedenen Wiener Gymnasien und forschte nebenher als Privatgelehrter. 1936 ließ er sich beurlauben und arbeitete sich in die Slawistik ein, um seine Bewerbungschancen in der Sprachwissenschaft zu erhöhen. Nach dem Anschluss Österreichs 1938 wurde er aus rassistischen Gründen aus dem Schuldienst entlassen. Der Sanskritist Franklin Edgerton vermittelte ihm eine Forschungsstelle an der Princeton University und damit ein no-quota-Visum für die USA. Im Jahr 1943 wechselte er an die Yale University, 1952 wurde er dort Associate Professor für indoiranische und slawische Sprachwissenschaft und 1960 Full Professor für Sanskrit und vergleichende Sprachwissenschaft. 1966 wurde er emeritiert.

## Schriften (Auswahl)
- Dialektologie der westiranischen Turfantexte. Uppsala : Akad. Bokh., 1921.
- Ostiranische Nominalflexion, in: Iranica. Zeitschrift für Indologie und Iranistik, 4 (1925), S. 94–166.
- Slavic ne-presents from older je-presents, in: Language, vol. 24, No. 4, 1948, S. 346–387.